# Očko (rybník)
Rybník Očko je rybník o rozloze vodní plochy 0,59 ha nalézající se asi 0,4 km západně od skalního hradu Sloup v Čechách. Rybník se však již nachází na katastrálním území Janov u Nového Boru, místní části města Nový Bor v okrese Česká Lípa. 
Rybník je nyní využíván pro chov ryb.

## Galerie

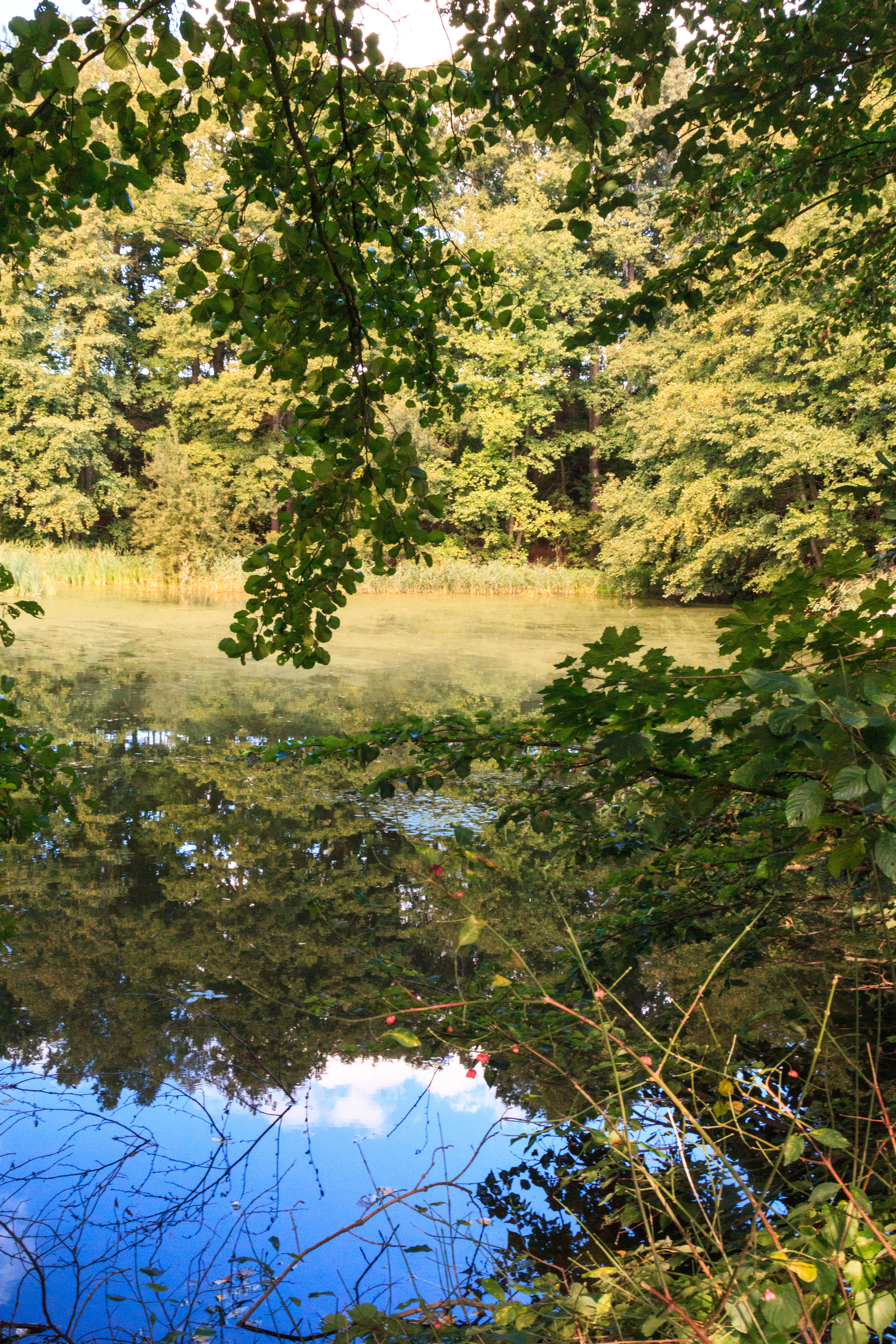
pohled na rybník Očko ve Sloupu v Čechách
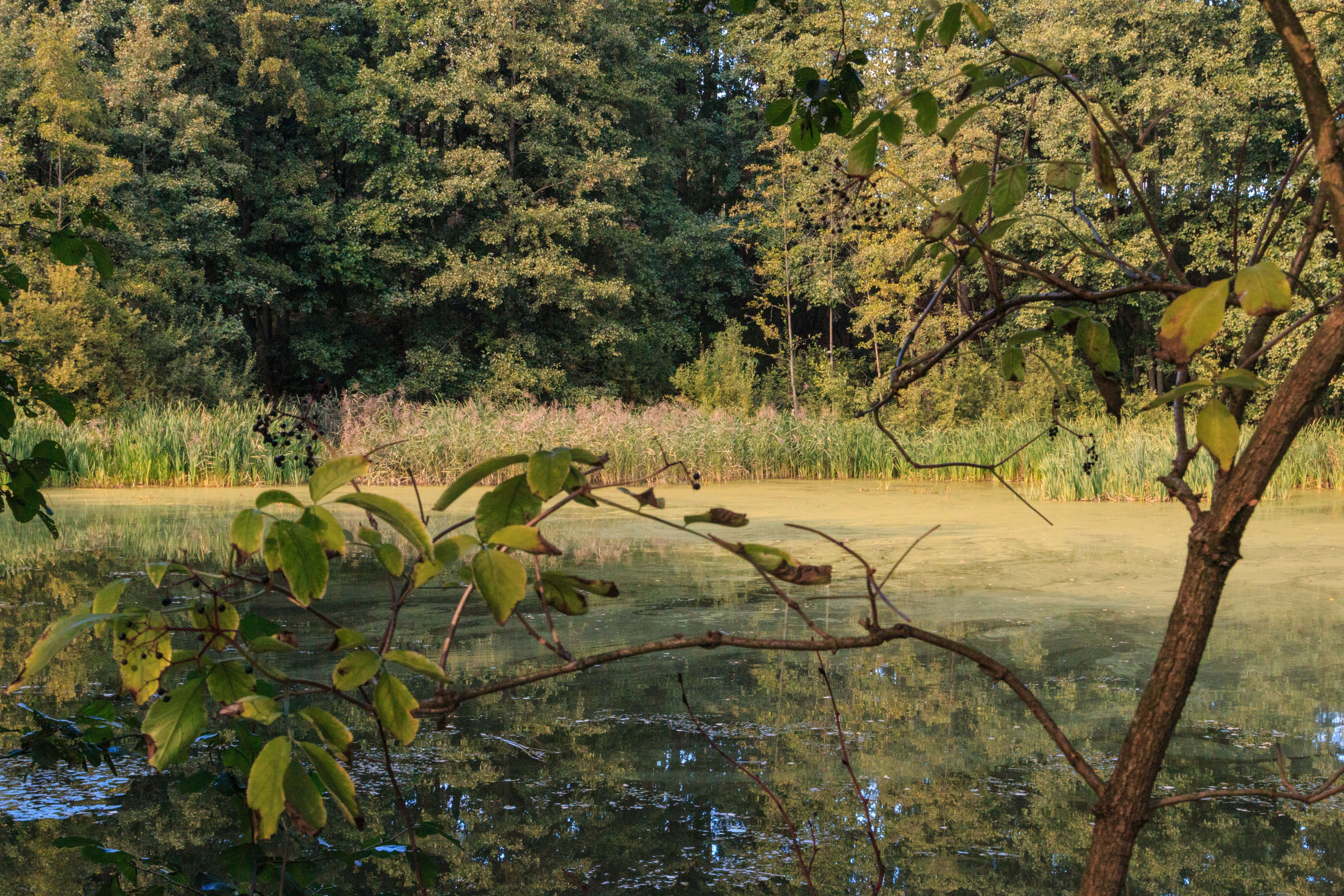
pohled na rybník Očko ve Sloupu v Čechách